# Henryk III (margrabia Łużyc)
Henryk (ok. 1090 r., zm. 31 grudnia 1135 r.) – hrabia Groitzsch (Grójca), od 1131 margrabia Łużyc.

## Życiorys
Henryk był młodszym synem hrabiego Groitzsch oraz margrabiego Miśni i Łużyc Wiprechta oraz Judyty, córki króla czeskiego Wratysława II. Jego starszy brat Wiprecht zmarł prawdopodobnie jeszcze przed śmiercią ojca. W 1118 r. Henryk został burgrabią Magdeburga, zdobytego przez jego ojca. Gdy w 1124 r. zmarł jego ojciec, Henryk nie objął po nim margrabstw Łużyc i Miśni – dostały się one w ręce stronników Lotara z Supplinburga: Konrada Wielkiego oraz Albrechta Niedźwiedzia. Odziedziczył jedynie hrabstwo Groitzsch oraz zdołał utrzymać się w Budziszynie stanowiącym wiano jego matki. Toczył nieustające wojny z Konradem. W 1126 r. towarzyszył Lotarowi w wyprawie do Czech. W 1131 r. otrzymał wreszcie marchię łużycką w miejsce odsuniętego Albrechta Niedźwiedzia. W 1133 r. wraz z żoną ufundował klasztor Bürgel. Zmarł nie pozostawiając męskiego potomka, Łużyce po jego śmierci objął Konrad Wielki na stałe włączając je do domeny rodu Wettynów.